# Bostrichonema alpestre
Bostrichonema alpestre är en svampart som beskrevs av Ces. 1867. Bostrichonema alpestre ingår i släktet Bostrichonema, divisionen sporsäcksvampar och riket svampar.   Inga underarter finns listade i Catalogue of Life.